# Klinger József
Klinger József (Český Dub, [Böhmisch-Aicha], 1864. január 5. – Budapest, 1944. november 25.) magyar építész.

## Élete
Életéről kevés adat ismert. Klinger Károly és Lang Mária fiaként született. A 20. század elején alkotott, több szecessziós stílusú bérház fűződik a nevéhez Budapesten.
Egyik jelentős alkotása a különlegesen díszes lépcsőházú (magasztos kőasszonyok, puttók, domborművek, márványpadokat, színes üvegdíszek) Visegrádi utca 29. számú ház.
A Budai Irgalmas Rend bérháza két épületéből az egyiket (Margit körút 5/a.) a közelmúltban felújították, a másiknál (Margit körút 5/b.) ez még nem történt meg. Az épület aljában működik a Bem Mozi.
Felesége Blumenau Erzsébet volt, Blumenau Richárd és Burmann Klára lánya.

## Ismert épületei
- 1890: Krausz-ház, Budapest, Izabella u. 90.[7]
- 1897: lakóház, Budapest, Vas utca 15/A-B.[8]
- 1898: Freiberger-bérház, Budapest, Közraktár utca 28.[9]
- 1899–1900: Klinger-ház, Budapest, Marek József utca 29. (kérdéses szerzőség)[10]
- 1900: Klinger-ház, Budapest, Dembinszky u. 34.[11]
- 1900: Klinger-ház, Budapest, Dembinszky u. 37.[12]
- 1901–1902: Schanzer–Adler-bérház, Budapest, Visegrádi u. 21. (Klinger módosította Ágoston Géza terveit)[13] – a homlokzat átalakítva
- 1903: Dick-ház, Budapest, Damjanich utca 44.[14]
- 1907–1908: a Budai Irgalmas Rend bérháza / Margit-ház, Budapest, Margit körút 5/a.[15][16]
- 1907–1908: a Budai Irgalmas Rend bérháza / Margit-ház, Budapest, Margit körút 5/b.[16]
- 1912: lakóház, Budapest, Budapest, Frankel Leó utca 14.[17]
- 1912–1913: Spitzer-ház, Budapest, Visegrádi utca 29.[18][19]

## Képtár

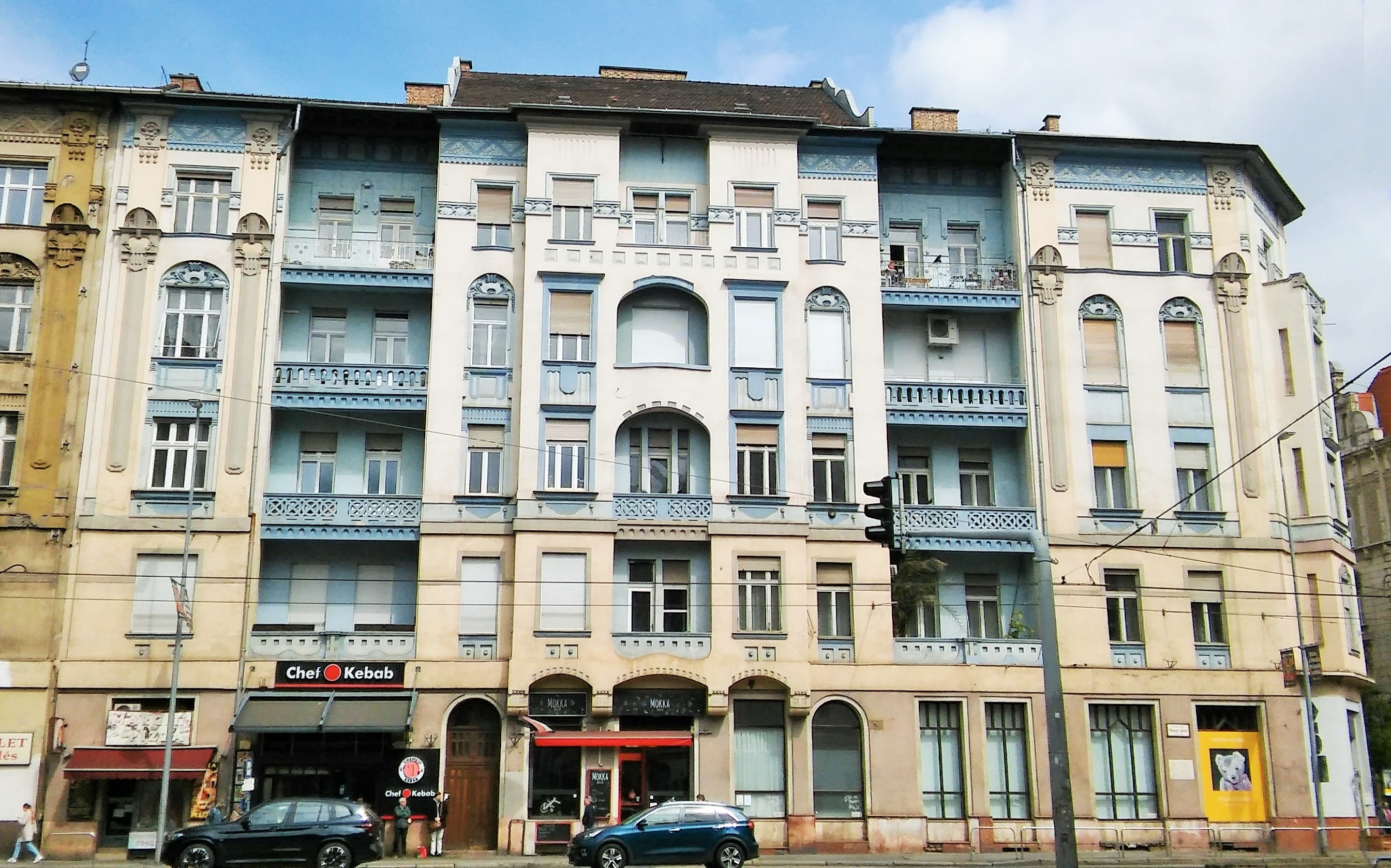
Margit körút 5/a.
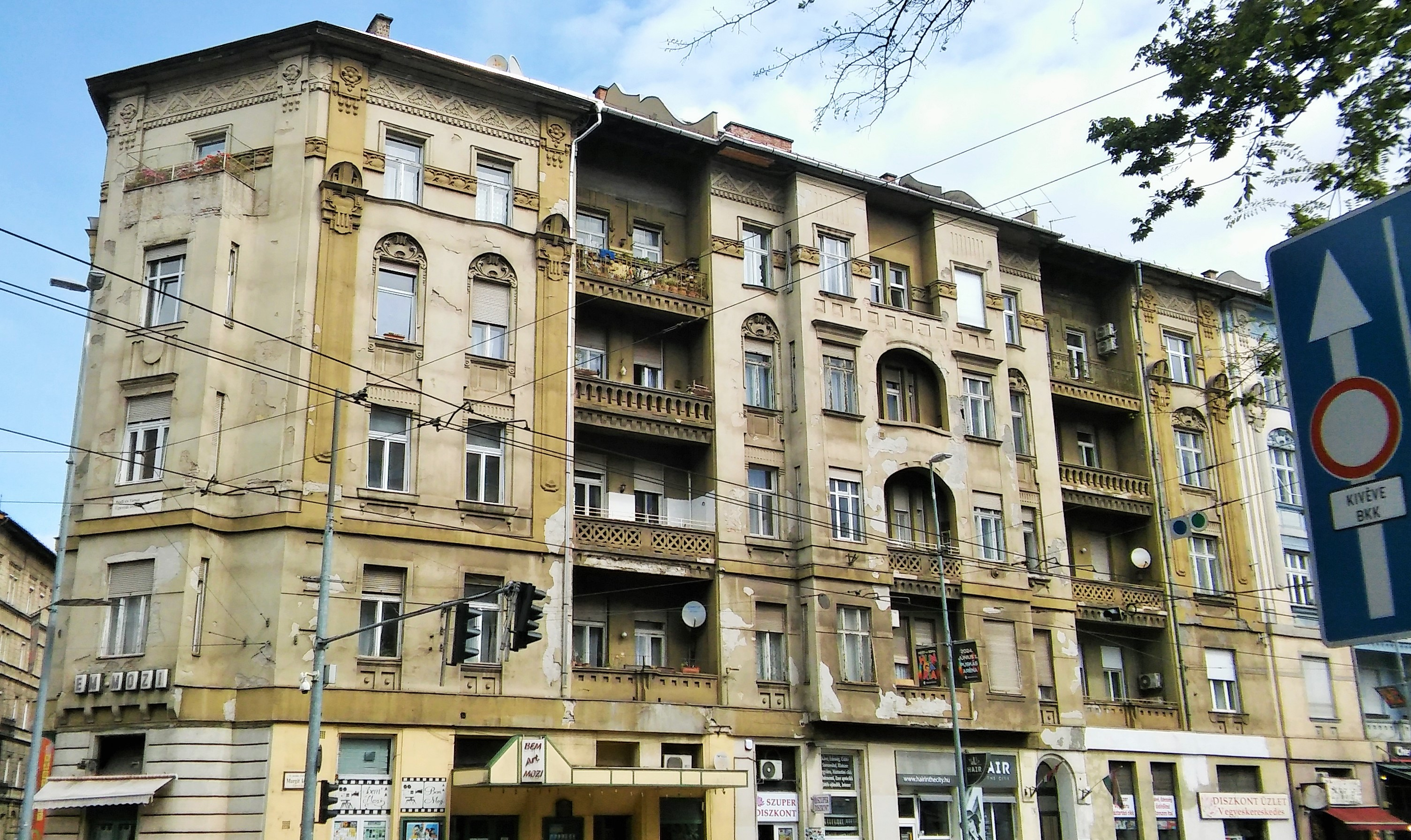
Margit körút 5/b.
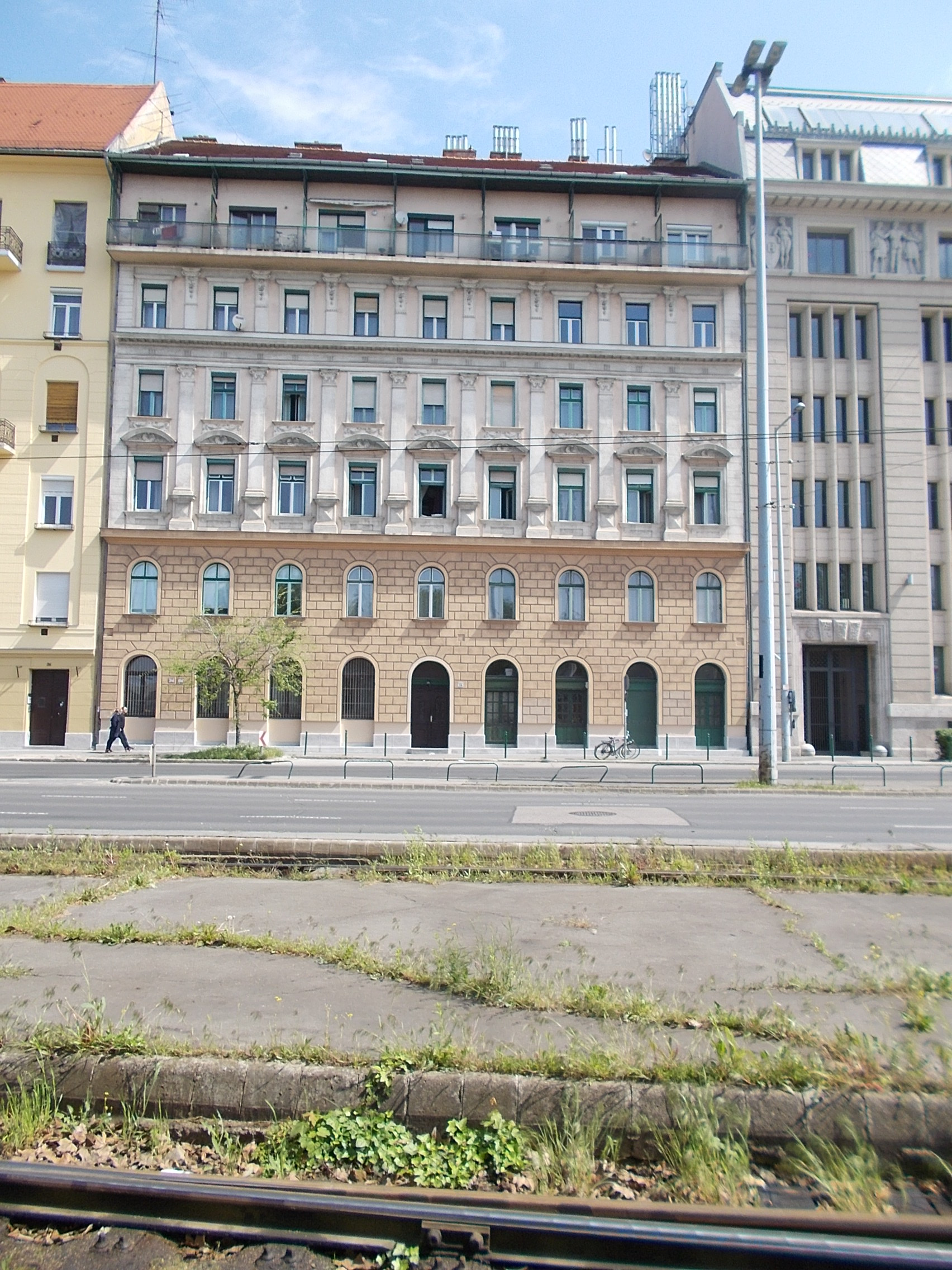
Közraktár u. 28.
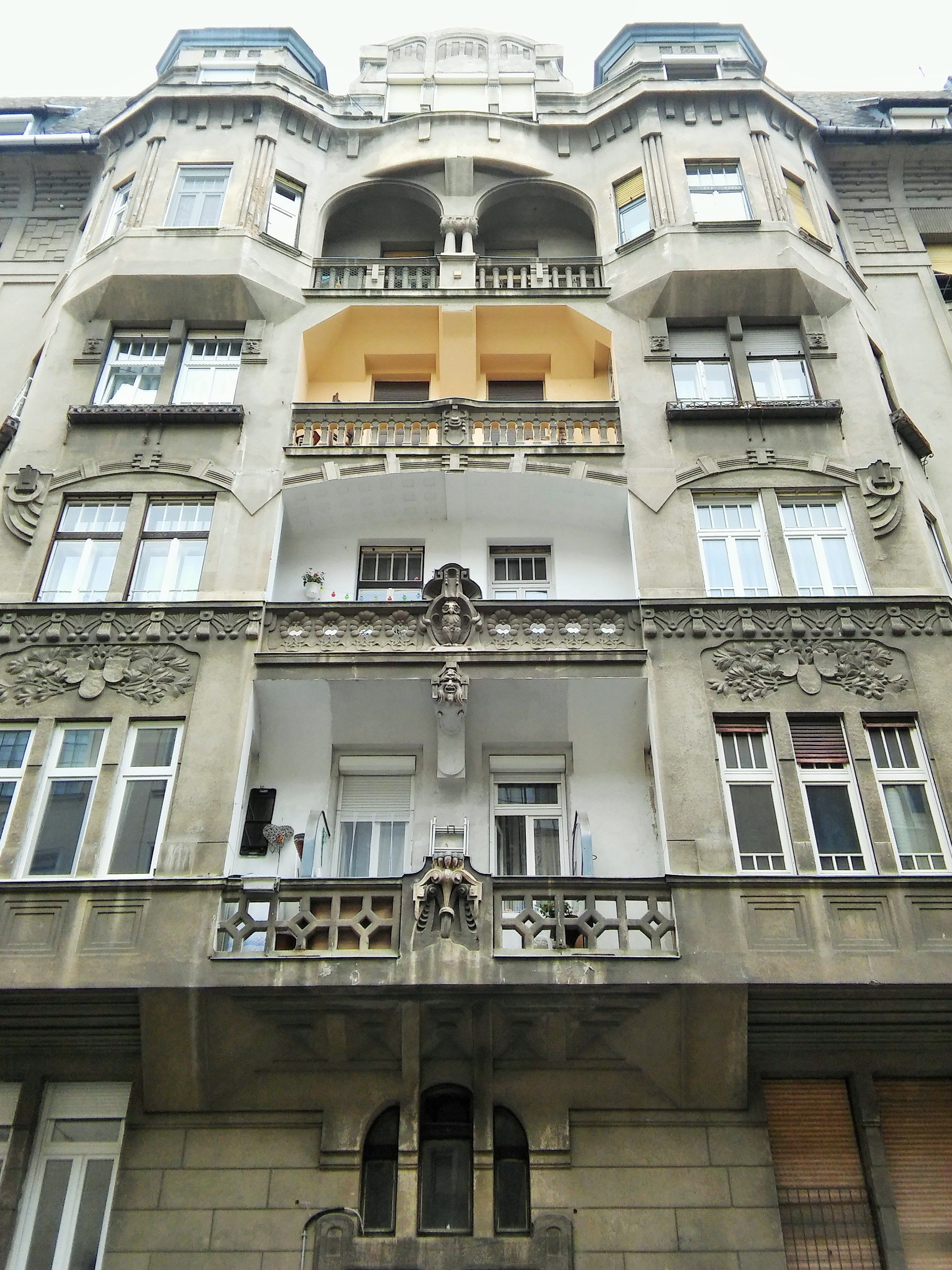
Visegrádi u. 29.
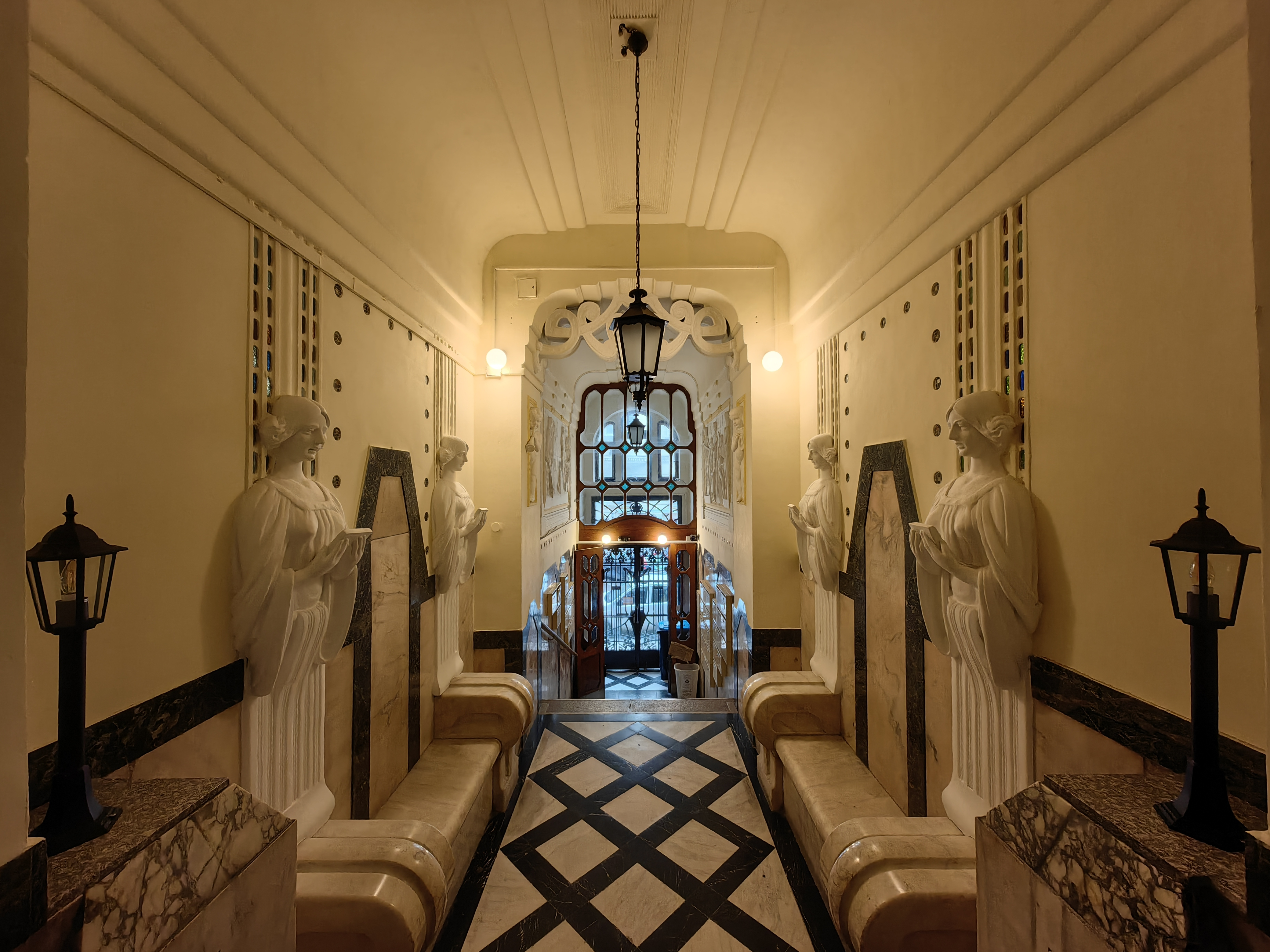
Visegrádi u. 29. lépcsőház
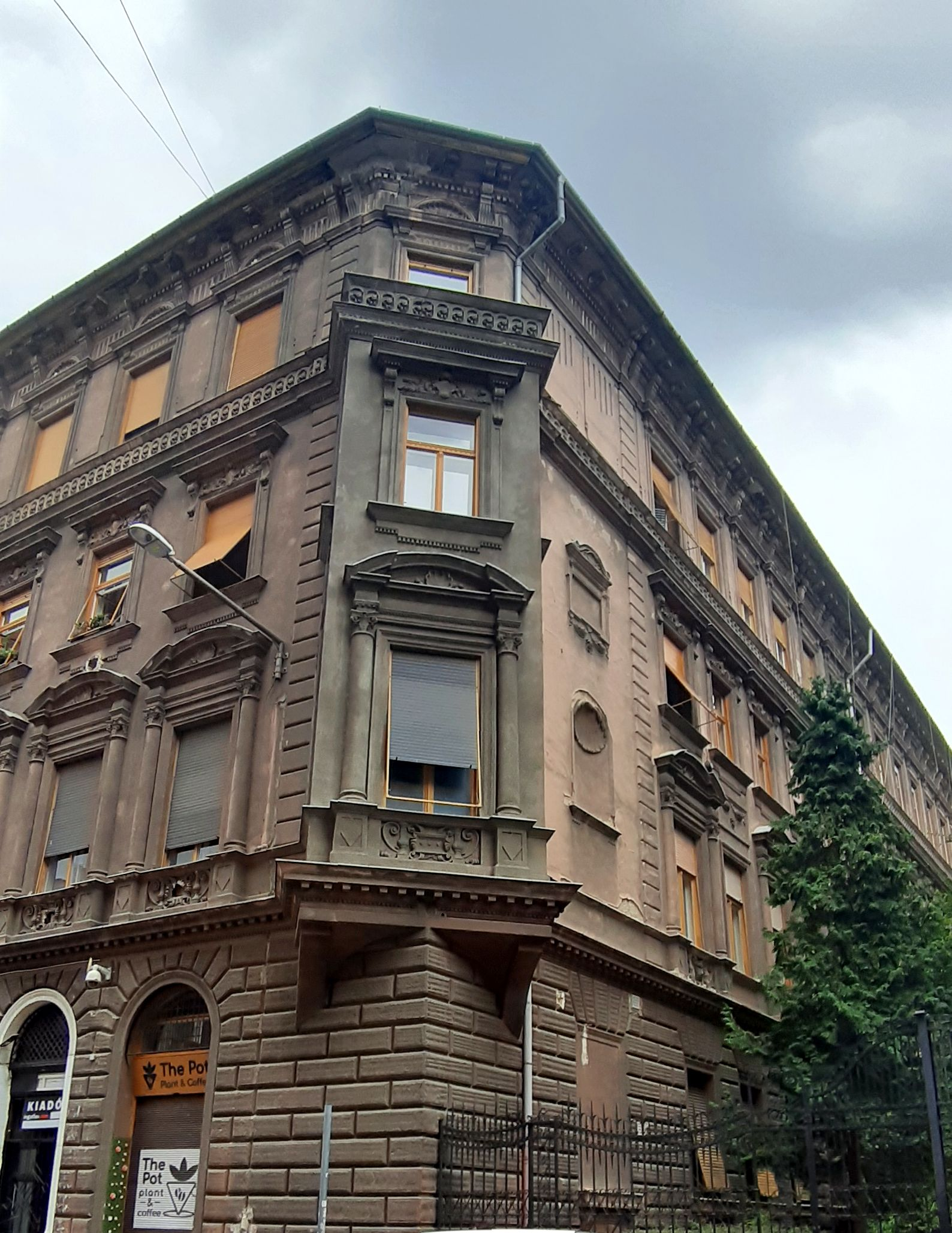
Vas utca 15/B.